# Campeonato Mundial de Ciclismo en Ruta de 2025
El XCII Campeonato Mundial de Ciclismo en Ruta se realizará del 21 al 28 de septiembre de 2025 en Kigali (Ruanda), bajo la organización de la Unión Ciclista Internacional (UCI) y la Unión Ciclista de Ruanda.
El campeonato constará de carreras en las especialidades de contrarreloj y de ruta, en las divisiones élite masculino, élite femenino, masculino sub-23 y femenino sub-23; además se disputará una carrera por relevos mixtos. En total se otorgarán nueve títulos de campeón mundial.